# لو يانغ (مجدفة)
لو يانغ (بالصينية: 吕扬) هي مجدفة صينية، ولدت في 26 نوفمبر 1993 في لوهي في الصين.

## وصلات خارجية
- لو يانغ على موقع الاتحاد الدولي للتجديف (الإنجليزية)
- لو يانغ على موقع اللجنة الأولمبية الدولية (الإنجليزية)
- لو يانغ على موقع أوليمبيديا (الإنجليزية)